# 2959 Scholl
2959 Scholl је астероид са пречником од приближно 34,11 .
Афел астероида је на удаљености од 5,036 астрономских јединица (АЈ) од Сунца, а перихел на 2,861 АЈ.
Ексцентрицитет орбите износи 0,275, инклинација (нагиб) орбите у односу на раван еклиптике 5,231 степени, а орбитални период износи 2866,311 дана (7,847 година).
Апсолутна магнитуда астероида је 11,20 а геометријски албедо 0,050.
Астероид је откривен 4. септембра 1983. године.